# Verbundlenkerachse

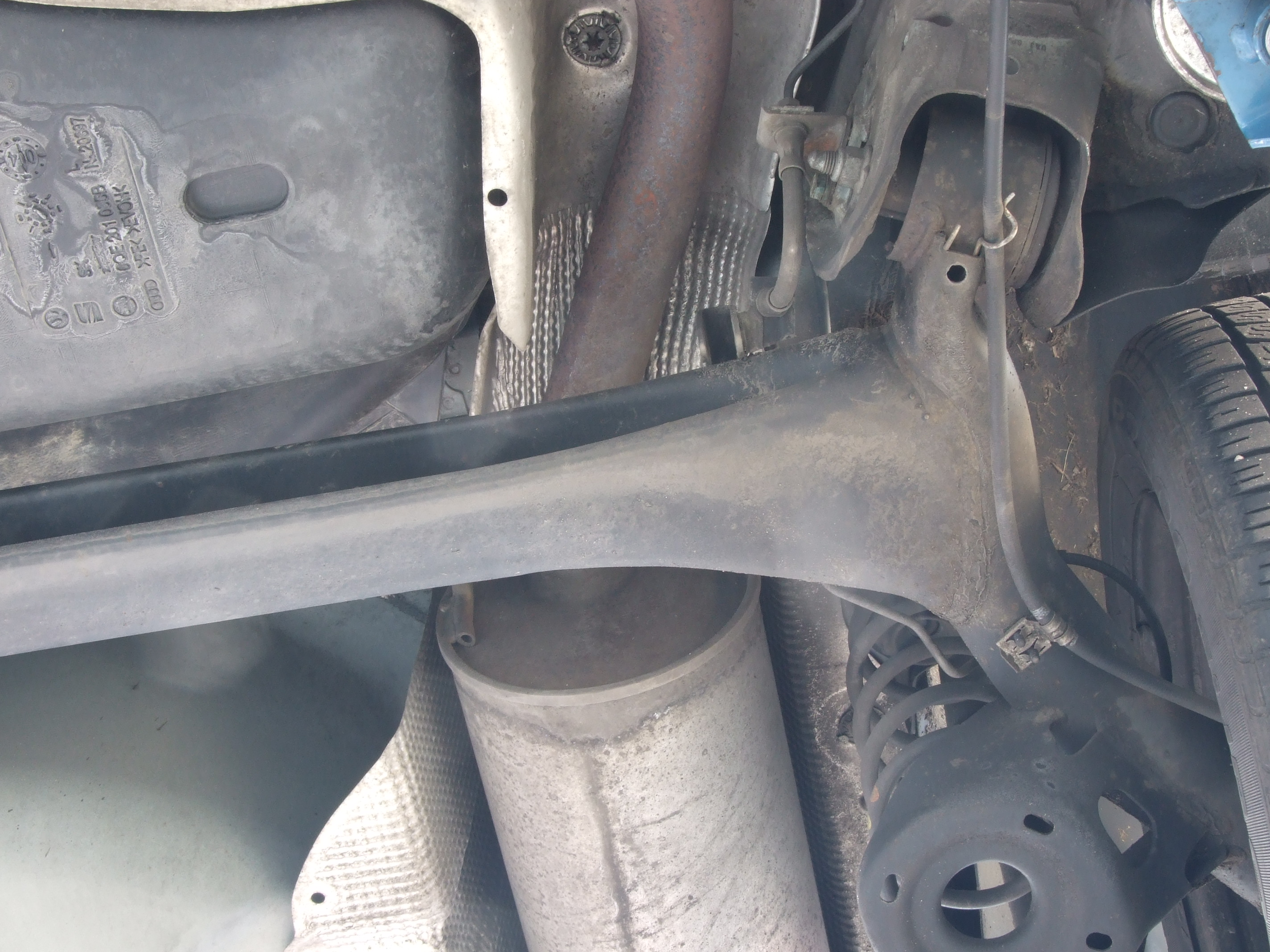
Verbundlenkerachse (Ausschnitt rechts) VW Polo IV Typ 9N

Die Verbundlenkerachse ist eine Bauart der Hinterachse bei Automobilen mit Frontantrieb. Verbreitet ist die Konstruktion in der Kompaktklasse, bei Klein- und gelegentlich auch bei Mittelklassewagen; sie wurde von VW mit dem Scirocco und Golf I eingeführt und bis zum Golf IV verwendet. Aus Kostengründen wird sie wieder im VW Golf VII mit Motoren bis 92 kW (125 PS) eingebaut.
Die Radaufhängung besteht aus zwei gezogenen Längsschwingen, die vorn nahe ihrer Drehachse durch ein eingeschweißtes Profil verbunden sind. Das Profil hat typischerweise einen U- oder T-förmigen Querschnitt und ist so bemessen, dass es sich beim wechselseitigen Federn tordiert und als Stabilisator wirkt.

## Ähnliche Bauformen
Bei der ähnlich aufgebauten Koppellenkerachse sind die Längslenker etwa in deren Mitte über ein unten offenes U-Profil mit eingeschweißtem Torsionsrohr verbunden (Beispiel: Audi 50).
Verbindet das Profil die Längslenker dagegen an ihrem Ende, so spricht man von einer Torsionskurbelachse (Beispiel: Audi 100); kinematisch entspricht diese Achse einer Starrachse.
Alle drei Hinterachskonstruktionen gehören zu den Halbstarrachsen und sind daher keine Einzelradaufhängungen.

## Vor- und Nachteile
Verbundlenkerachsen sind mit nur zwei Lagern an der Karosserie befestigt und bestehen aus sehr wenigen Einzelteilen, daher lassen sie sich kostengünstig herstellen.
Gegenüber Starrachsen haben Verbundlenkerachsen den Vorteil, dass das Einfedern auf einer Seite auf einer Unebenheit wesentlich weniger Bewegung des Rades auf der anderen Seite nach sich zieht.
Als Nachteil ist die Neigung zum Seitenkraftübersteuern und der starke Wanksturz zu sehen (das Rad bleibt parallel zur Fahrzeugmittelebene).
Außerdem sind die Schweißnähte zwischen Schwinge und Torsionsträger hohen Spannungen ausgesetzt und daher schwierig zu fertigen.